# Oakfield (Nowy Jork)
Oakfield – miasto w Stanach Zjednoczonych, w stanie Nowy Jork, w hrabstwie Genesee.